# Lindebergia bothnica
Lindebergia bothnica är en tvåvingeart som beskrevs av Tuiskunen 1984. Lindebergia bothnica ingår i släktet Lindebergia och familjen fjädermyggor.
Artens utbredningsområde är Finland. Inga underarter finns listade i Catalogue of Life.